# Esponsorama Racing
Esponsorama Racing es un equipo andorrano de motociclismo que compite en el Campeonato del Mundo de Moto3 y en la Copa Mundial de MotoE-
El equipo fue fundado en 1994 por Raúl Romero Figuis y Josep Oliva como By Queroseno Racing, también conocido como Team BQR. En 2012 el equipo cambió su nombre a Avintia Racing, fruto de una alianza entre BQR y el Grupo Avintia. En 2020, el equipo se renombró como Esponsorama Racing, en línea con el nombre de su empresa registrada, aunque Grupo Avintia se mantuvo como patrocinador principal.

## Historia

### Campeonato de España de Velocidad
El equipo fue creado en 1994 por Raúl Romero y Josep Oliva como By Queroseno Racing, también conocido como Team BQR. Compitiendo en el Campeonato de España de Velocidad, BQR ganó tres Fórmula Extreme y dos títulos de 125GP con los pilotos José David de Gea, Stefan Bradl y Efrén Vázquez.

### Campeonato del Mundo de Motociclismo

#### 125cc y 250cc
Después de muchas apariciones como wildcard en el campeonato del mundo, BQR se convirtió en un equipo participante en la temporada 2001 utilizando motos Honda en la clase de 250cc. En 2007 el equipo cambió a Aprilia. BQR ganó su primera carrera del campeonato del mundo con Scott Redding que montaba un Aprilia 125 en el Gran Premio británico 2008.

#### Moto2
El equipo dio a conocer la primera moto de Moto2 en febrero de 2009 y lanzó un prototipo en el Campeonato de España de Velocidad de 2009. En 2010, participaron en el nuevo Campeonato Mundial de Moto2, con Yonny Hernández y Mashel Al Naimi como corredores.

#### MotoGP
En 2012 el equipo cambió su nombre a Avintia Racing, siguiendo una alianza entre BQR y el Grupo Avintia. El equipo debutó en la categoría de MotoGP como un equipo CRT utilizando tanto los marcos FTR Moto como Inmotec con el distintivo BQR, impulsado por motores Kawasaki. Los pilotos fueron Iván Silva y Yonny Hernández. En 2013 Avintia entró en la categoría de MotoGP con marcos FTR de Kawasaki, colocando dos motos para Hiroshi Aoyama y Héctor Barberá. Javier del Amor sustituyó a Aoyama en el Gran Premio de Cataluña, tras lesionarse el piloto japonés en los entrenamientos libres del propio Gran Premio.
Para la temporada 2014 Aoyama fue reemplazado por Mike Di Meglio y el equipo puso en marcha una nueva moto distinguida como la Avintia GP14 y se basó en la Kawasaki Ninja ZX-RR 2007-2009 con algunas aportaciones de Kawasaki. Tras un acuerdo a mediados de temporada entre Avintia y Ducati, Barberá recibió una Ducati Desmosedici de especificación Open para las últimas cinco carreras.
En 2015 el equipo participó con dos Ducati Desmosedici GP14 de especificación Open, para Barberá y Di Meglio.

## Resultados del equipo en MotoGP
(Carreras en negro indican pole position, carreras en italics indican vuelta rápida)
| Año  | Moto             | Neu. | Piloto             | 1   | 2   | 3   | 4   | 5   | 6   | 7   | 8   | 9   | 10  | 11  | 12  | 13  | 14  | 15  | 16  | 17  | 18  | 19  | Pts. | C.E. |
| ---- | ---------------- | ---- | ------------------ | --- | --- | --- | --- | --- | --- | --- | --- | --- | --- | --- | --- | --- | --- | --- | --- | --- | --- | --- | ---- | ---- |
| 2012 |                  | B    |                    | QAT | ESP | POR | FRA | CAT | GBR | NED | GER | ITA | USA | IND | CZE | SMR | ARA | JPN | MAL | AUS | VAL |     | 44   | 10º  |
| 2012 | BQR-Kawasaki     | B    | Iván Silva         | 16  | 15  | Ret | 18  | 20  | 18  | 12  | 18  | 16  | 14  | 12  | Ret |     |     | Ret | Ret | 15  | Ret |     | 44   | 10º  |
| 2012 | BQR-Kawasaki     | B    | David Salom        |     |     |     |     |     |     |     |     |     |     |     |     | 15  | Ret |     |     |     |     |     | 44   | 10º  |
| 2012 | BQR-Kawasaki     | B    | Yonny Hernández    | 14  | Ret | Ret | 15  | 18  | 15  | Ret | 14  | Ret | 12  | 9   | 12  | 12  | 13  | Ret | DNS |     |     |     | 44   | 10º  |
| 2012 | BQR-Kawasaki     | B    | Kris McLaren       |     |     |     |     |     |     |     |     |     |     |     |     |     |     |     |     | DNQ |     |     | 44   | 10º  |
| 2012 | BQR-Kawasaki     | B    | Hiroshi Aoyama     |     |     |     |     |     |     |     |     |     |     |     |     |     |     |     |     |     | 13  |     | 44   | 10º  |
| 2012 | Inmotec-Kawasaki | B    | Claudio Corti      |     |     |     |     |     |     |     |     |     |     |     |     |     |     |     |     |     | Ret |     | 44   | 10º  |
| 2013 | FTR MGP13        | B    |                    | QAT | AME | ESP | FRA | ITA | CAT | NED | GER | USA | IND | CZE | GBR | SMR | ARA | MAL | AUS | JPN | VAL |     | 49   | 10º  |
| 2013 | FTR MGP13        | B    | Héctor Barberá     | 13  | 18  | 12  | 18  | 10  | Ret | 20  | 11  | 10  | 16  | Ret | 13  | Ret | Ret | 14  | 14  | 16  | 12  |     | 49   | 10º  |
| 2013 | FTR MGP13        | B    | Hiroshi Aoyama     | 15  | 17  | 18  | 19  | Ret |     |     | 17  | 16  | 15  | 14  | 18  | 14  | 14  | 11  | 20  | 17  | 16  |     | 49   | 10º  |
| 2013 | FTR MGP13        | B    | Javier del Amor    |     |     |     |     |     | 15  |     |     |     |     |     |     |     |     |     |     |     |     |     | 49   | 10º  |
| 2013 | FTR MGP13        | B    | Iván Silva         |     |     |     |     |     |     | 23  |     |     |     |     |     |     |     |     |     |     |     |     | 49   | 10º  |
| 2014 |                  | B    |                    | QAT | AME | ARG | ESP | FRA | ITA | CAT | NED | GER | IND | CZE | GBR | SMR | ARA | JPN | AUS | MAL | VAL |     | 35   | 10º  |
| 2014 | Avintia GP14     | B    | Mike Di Meglio     | 17  | 18  | 19  | Ret | 19  | 18  | Ret | 20  | 22  | 12  | 18  | 20  | Ret | 17  | 19  | 14  | 13  | 21  |     | 35   | 10º  |
| 2014 | Avintia GP14     | B    | Héctor Barberá     | Ret | 15  | 16  | 15  | Ret | Ret | 19  | 18  | 18  | Ret | 17  | 19  | 19  |     |     |     |     |     |     | 35   | 10º  |
| 2014 | Ducati GP14      | B    | Héctor Barberá     |     |     |     |     |     |     |     |     |     |     |     |     |     | 19  | 15  | 5   | 9   | 11  |     | 35   | 10º  |
| 2015 | Ducati GP14      | B    |                    | QAT | AME | ARG | ESP | FRA | ITA | CAT | NED | GER | IND | CZE | GBR | SMR | ARA | JPN | AUS | MAL | VAL |     | 41   | 9º   |
| 2015 | Ducati GP14      | B    | Héctor Barberá     | 15  | 12  | 13  | 14  | 13  | 13  | 16  | Ret | 13  | 15  | 16  | 13  | 18  | 16  | 9   | 16  | 13  | 16  |     | 41   | 9º   |
| 2015 | Ducati GP14      | B    | Mike Di Meglio     | 19  | Ret | 18  | 22  | Ret | 16  | 14  | 18  | Ret | 17  | 18  | 14  | 13  | 20  | 15  | 20  | 18  | Ret |     | 41   | 9º   |
| 2016 | Ducati GP14      | M    |                    | QAT | ARG | AME | ESP | FRA | ITA | CAT | NED | GER | AUT | CZE | GBR | SMR | ARA | JPN | AUS | MAL | VAL |     | 139  | 9º   |
| 2016 | Ducati GP14      | M    | Héctor Barberá     | 9   | 5   | 9   | 10  | 8   | 12  | 11  | 6   | 9   | DSQ | 5   | 14  | 13  | 13  |     |     | 4   | 11  |     | 139  | 9º   |
| 2016 | Ducati GP14      | M    | Mike Jones         |     |     |     |     |     |     |     |     |     |     |     |     |     |     | 18  | 15  |     |     |     | 139  | 9º   |
| 2016 | Ducati GP14      | M    | Loris Baz          | Ret | Ret | 15  | 13  | 12  | Ret |     |     | 17  | 13  | 4   | DNS |     | 18  | 16  | Ret | 5   | 18  |     | 139  | 9º   |
| 2016 | Ducati GP14      | M    | Michele Pirro      |     |     |     |     |     |     | 15  | Ret |     |     |     |     |     |     |     |     |     |     |     | 139  | 9º   |
| 2016 | Ducati GP14      | M    | Javier Forés       |     |     |     |     |     |     |     |     |     |     |     |     | Ret |     |     |     |     |     |     | 139  | 9º   |
| 2017 |                  | M    |                    | QAT | ARG | AME | ESP | FRA | ITA | CAT | NED | GER | CZE | AUT | GBR | SMR | ARA | JPN | AUS | MAL | VAL |     | 73   | 11º  |
| 2017 | Ducati GP16      | M    | Héctor Barberá     | 13  | 13  | 14  | 12  | Ret | 14  | 9   | 16  | DSQ | 20  | 17  | 14  | Ret | 18  | 14  | 20  | 14  | 15  |     | 73   | 11º  |
| 2017 | Ducati GP15      | M    | Loris Baz          | 12  | 11  | Ret | 13  | 9   | 18  | 12  | 8   | 19  | Ret | 9   | 15  | 16  | 21  | 10  | 18  | Ret | 16  |     | 73   | 11º  |
| 2018 |                  | M    |                    | QAT | ARG | AME | ESP | FRA | ITA | CAT | NED | GER | CZE | AUT | GBR | SMR | ARA | THA | JPN | AUS | MAL | VAL | 37   | 12º  |
| 2018 | Ducati GP17      | M    | Tito Rabat         | 11  | 7   | 8   | 14  | Ret | 13  | Ret | 16  | 13  | Ret | 11  | C   |     |     |     |     |     |     |     | 37   | 12º  |
| 2018 | Ducati GP17      | M    | Xavier Siméon      |     |     |     |     |     |     |     |     |     |     |     |     | Ret | 19  | 18  | 16  | 15  | 17  | DNS | 37   | 12º  |
| 2018 | Ducati GP16      | M    | Xavier Siméon      | 21  | 21  | 20  | 17  | 18  | 17  | Ret | Ret | 19  | 20  | Ret | C   |     |     |     |     |     |     |     | 37   | 12º  |
| 2018 | Ducati GP16      | M    | Christophe Ponsson |     |     |     |     |     |     |     |     |     |     |     |     | 23  |     |     |     |     |     |     | 37   | 12º  |
| 2018 | Ducati GP16      | M    | Jordi Torres       |     |     |     |     |     |     |     |     |     |     |     |     |     | 20  | 19  | 17  | 17  | DNS | 15  | 37   | 12º  |
| 2019 | Ducati GP18      | M    |                    | QAT | ARG | AME | ESP | FRA | ITA | CAT | NED | GER | CZE | AUT | GBR | SMR | ARA | THA | JPN | AUS | MAL | VAL | 32   | 11º  |
| 2019 | Ducati GP18      | M    | Karel Abraham      | 18  | Ret | 16  | 16  | DSQ | 14  | Ret | 17  | 15  | 19  | 15  | 15  | 17  | 18  | 19  | 18  | 14  | 17  | 14  | 32   | 11º  |
| 2019 | Ducati GP18      | M    | Tito Rabat         | 19  | Ret | 15  | 15  | Ret | Ret | 9   | 16  | 11  | 16  | Ret | 16  | 13  | 15  | 17  | DNS | Ret |     | 11  | 32   | 11º  |
| 2020 | Ducati GP19      | M    |                    | QAT | SPA | AND | CZE | AUT | EST | RSM | ERM | CAT | FRA | ARA | TER | EUR | VAL | POR |     |     |     |     | 87   | 10º  |
| 2020 | Ducati GP19      | M    | Johann Zarco       | C   | 11  | 9   | 3   | Ret | 14  | 15  | 11  | Ret | 5   | 10  | 5   | 9   | Ret | 10  |     |     |     |     | 87   | 10º  |
| 2020 | Ducati GP19      | M    | Tito Rabat         | C   | 14  | 11  | 16  | 16  | 21  | Ret | Ret | 15  | Ret | 20  | 14  | Ret | 17  | 18  |     |     |     |     | 87   | 10º  |
| 2021 | Ducati GP19      | M    |                    | QAT | DOH | POR | SPA | FRA | ITA | CAT | GER | NED | EST | AUT | GBR | ARA | RSM | AME | ERM | ALG | VAL |     | 143  | 8º   |
| 2021 | Ducati GP19      | M    | Luca Marini        | 16  | 18  | 12  | 15  | 12  | 17  | 12  | 15  | 18  | 14  | 5   | 15  | 20  | 19  | 14  | 9   | 12  | 17  |     | 143  | 8º   |
| 2021 | Ducati GP19      | M    | Enea Bastianini    | 10  | 11  | 9   | Ret | 14  | Ret | 10  | 16  | 15  | 12  | Ret | 12  | 6   | 3   | 6   | 3   | 9   | 8   |     | 143  | 8º   |